# Georges Defour
Georges Defour (Verviers, 30 december 1913 - Luik, 21 augustus 2012) was een Belgische missionaris in Congo en pedagoog. Hij was de oprichter van de Xaveri, een Afrikaanse jeugdbeweging.

## Biografie
Na zijn middelbare studies in het jezuïetencollege van Verviers trad Defour in bij de Witte Paters in 1932. Op 30 april 1939 werd hij tot priester gewijd.
Tijdens de eerste oorlogsjaren studeerde hij in Leuven. In 1942 haalde hij een licentiaatsdiploma in de pedagogie en een kandidaatsdiploma in de rechten en daarna begon hij les te geven. In 1945 werd hij aalmoezenier van de organisatie Aide aux enfants du pays (AEP). 

### Congo
In 1946 werd Defour naar Kivu gestuurd. Na een jaar lesgeven werd hij benoemd tot directeur-inspecteur voor onderwijs van het aartsbisdom Bukavu. In die hoedanigheid stichtte en leidde hij een pedagogisch centrum waar leerprogramma's en leerboeken werden geschreven en stond hij in voor de inspectie van de scholen. 

#### Xaveri
In september 1952 stichtte pater Defour de jeugdbeweging Xaveri, met als schutspatroon de heilige Franciscus Xaverius. Hijzelf was actief geweest in de scouts en zag in dat het model van de westerse jeugdbeweging niet werkte in Afrika. Speerpunten van de beweging Xaveri waren en zijn nog steeds het leren in gemeenschap en religieuze vorming. Het motto is Charité toujours. Vanaf 1957 kon Defour zich voltijds wijden aan de uitbouw van de Xaveri. Hij schreef handboeken en richtte de tijdschriften Hodari en Jeunesse Africaine op. In 1960 telde de jeugdbeweging al 35.000 leden in Congo. In 1966 richtte hij het opleidingscentrum Bandari op om jonge kaders van de Xaveri te vormen. De jeugdbeweging was actief in 14 Afrikaanse landen en is anno 2019 nog actief in zeven landen.

#### Onderwijs
Vanaf 1974 gaf Defour les aan de ISES-hogeschool (Institut Supérieur de Sciences Sociales) in Bukavu. Hij gaf er les in psychologie, kerkgeschiedenis en over de traditionele, Afrikaanse religie. In 1977 werd hij lid van de Société des Africanistes de Paris en in 1980 van het African Institute in Londen. In 1986, op zijn 73e, behaalde hij zijn doctoraat in de pedagogische wetenschappen aan de universiteit van Kisangani. In 1990 werd zijn boek Cinq mille proverbes africains pour la Loi des hommes nouveau gepubliceerd. In 1994 stichtte hij het onderzoekscentrum Centre de Recherche et de Documentation Africaine en werd zijn boek Le développement rural en Afrique Centrale, Théories et essai d’analyse critique gepubliceerd. In 2007 werd zijn laatste boek gepubliceerd, Les symboles africains dans la vie et le message chrétien.
In 2007 keerde hij terug naar België en door zijn slechte gezondheid kon hij niet terugkeren naar Congo. Hij overleed in 2012 in een verzorgingstehuis in Luik.

## Onderscheidingen
- Medaille van het Verzet (1950)
- Herdenkingsmedaille van de Oorlog 40-45 (1950)
- Gouden medaille van de Orde van de Leeuw (1958)
- Officier in de Kroonorde (1988)
- Pro Ecclesia et Pontifice (2003)